# Leodonta
Genre
Leodonta est un genre de lépidoptères (papillons) de la famille des Pieridae, de la sous-famille des Pierinae et de la tribu des Pierini.

## Taxonomie
Le genre Leodonta a été décrit par le zoologiste britannique Arthur Gardiner Butler en 1870.
L'espèce type est Euterpe dysoni Doubleday, 1847.

## Liste des espèces
- Leodonta dysoni (Doubleday, 1847)
- Leodonta tagaste (C. & R. Felder, 1859)
- Leodonta tellane (Hewitson, 1860)
- Leodonta zenobia (C. & R. Felder, 1865)
- Leodonta zenobina (Hopffer, 1869)

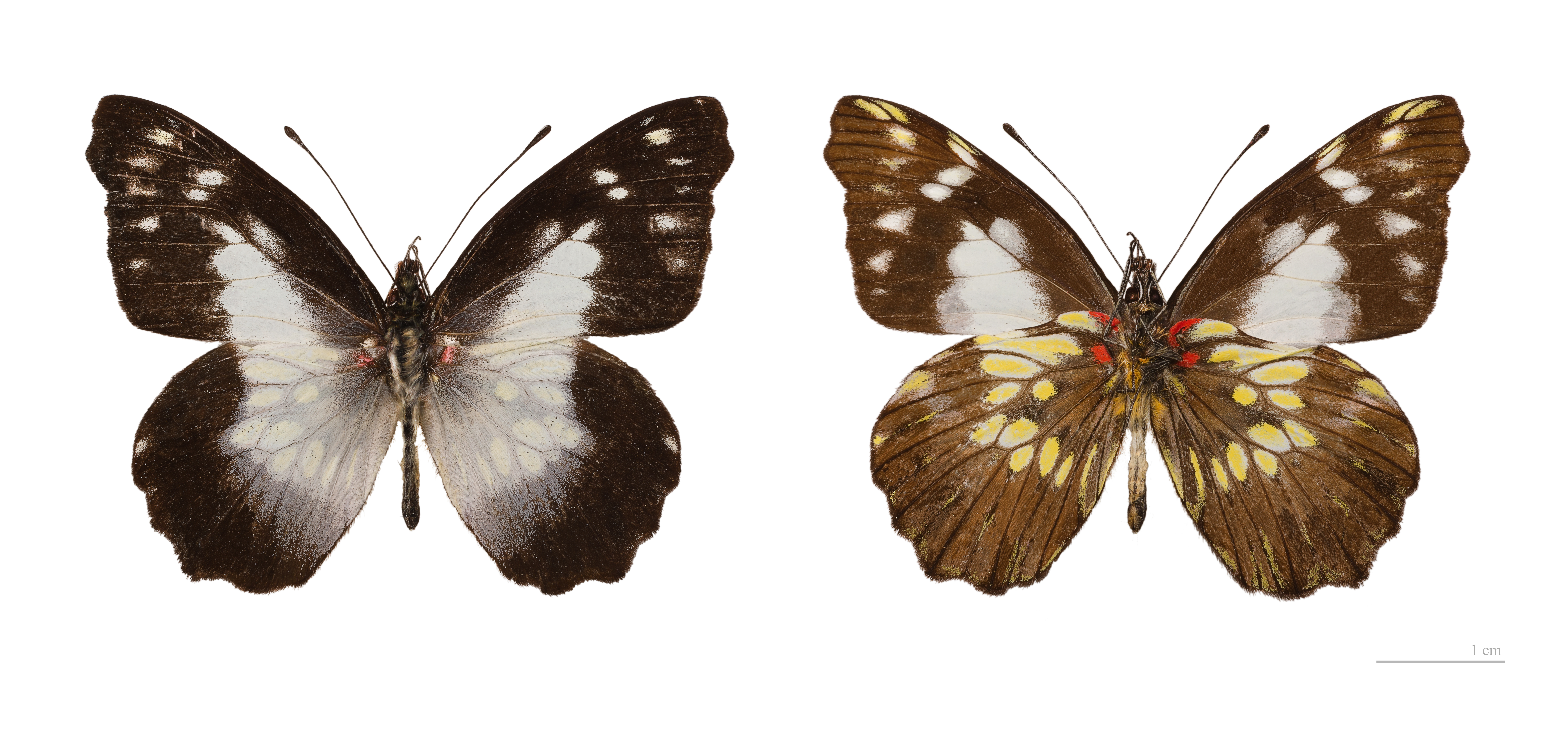
Leodonta tellane chiriquensis.

### Articles liés
- Lépidoptère
- Pierini